# Luis Valls Taberner
Luis Valls Taberner (Barcelona, 5 de junho de 1926 — 25 de fevereiro de 2006), financeiro espanhol.
Licenciado em direito pela Universidade de Barcelona. Professor de economia política nas universidades de Madrid e Barcelona, se incorporou ao Banco Popular em 1957 como vice-presidente executivo até que em 1972 foi nomeado presidente da entidade financeira, cargo que o abandonou em 2004.
Em sua trajetória profissional destacou como um dos banqueiros mais importantes da Espanha na segunda metade do século XX e impulsor da Associação Espanhola de Banca Privada. Foi membro numerário do Opus Dei desde 1945 e amigo íntimo de seu fundador, Josemaría Escrivá de Balaguer.

### Obras de Luis Valls

#### Livros
- La cesión de contratos en el derecho español, Barcelona, 1955.

#### Artigos jurídicos e políticos
- "El diario “Madrid”", en ABC, 28.X.1973
- "El horizonte del nuevo gobierno", en Ya, 11.I.1974
- Las familias políticas, en ABC, 7.III.1974
- El Rey no gobierna, en ABC, 16.XII.1975
- ¿Quiénes nos gobernarán?, en ABC, 10.II.1976.
- La banca también prospera en regímenes democráticos, en El País, 5.XII.1976 (publicado en Banca Española, nº 82 (1976), pp. 19-23)
- Sobre la reforma de la Banca, en ABC, 29.VII.1980
- Los banqueros caminan hacia la “reserva”, en El País, 20.II.1981
- ¿También la banca?, en El País, 6.III.1981

### Sobre Luis Valls

#### Artígos
- Barrón, Íñigo de, “Fallece Luis Valls, artífice del crecimiento y la consolidación del Banco Popular”, en El País, 26.II.2006
- Fontán, Antonio, “En memoria de Luis Valls”, en ABC, 27.II.2006
- Gutiérrez, José Luis, “Luis Valls Taberner. El último “cardenal” de la Banca”, en El Mundo, 26.II.2006
- Leal, José Luis, “Un gran banquero”, en Actualidad Económica, 9.III.2006.
- Martín, Jesús, “El hombre que mantuvo independiente al Banco Popular”, en La Razón, 26.II.2006
- Pérez, Encarna, “Fallece Luis Valls, presidente del Banco Popular durante treinta años”, en La Vanguardia, 26.II. 2006
- Valero, Miguel Ángel, “La última partida contra Skimmerhorn”, en La Gaceta de los Negocios, 27.II.2006
- Villanueva, Juan Pablo de, “Luis Valls, banquero de éxito”, en La Gaceta de los Negocios, 27.II.2006